# PowerPC 440

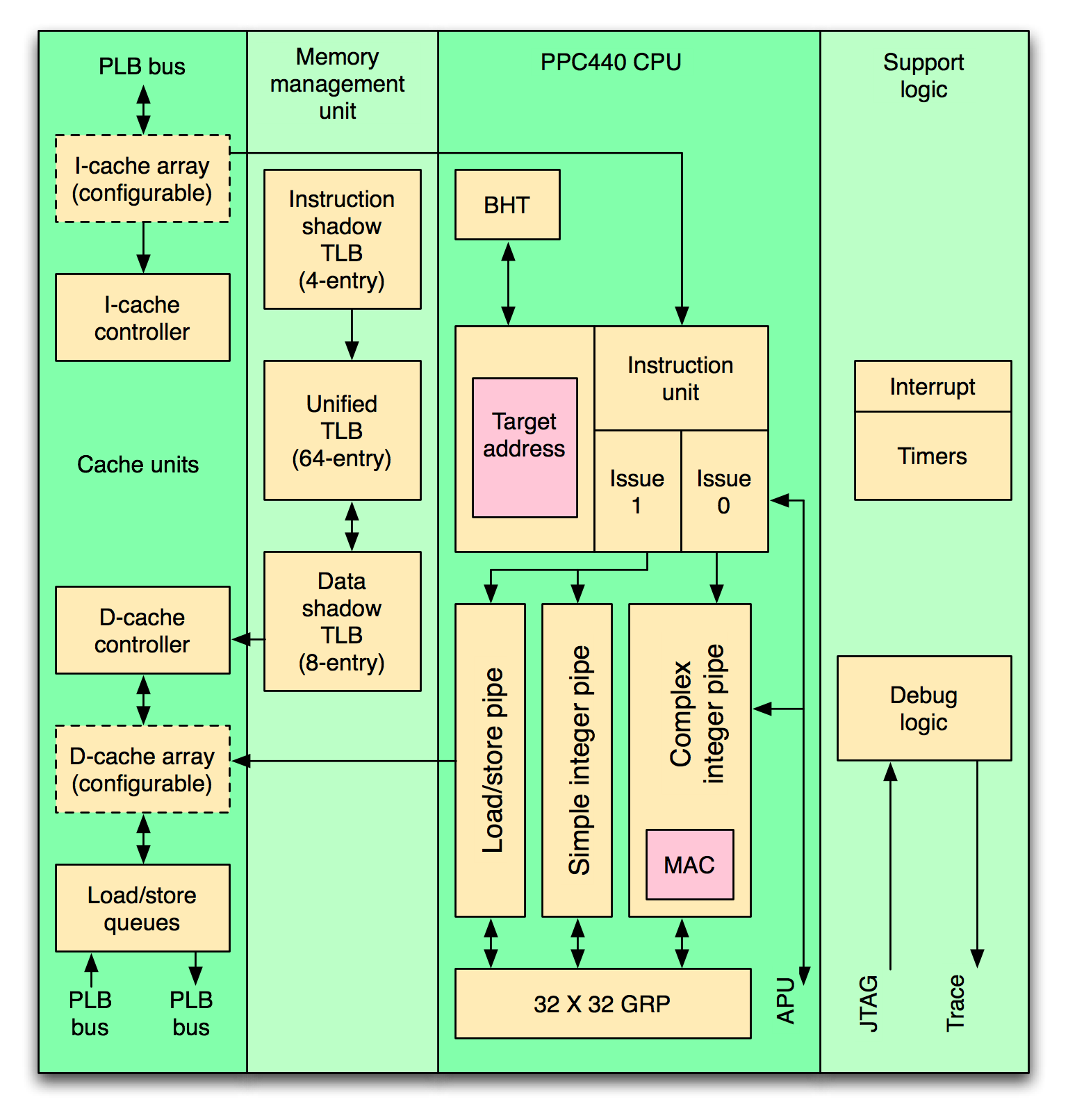
Core del processore PowerPC 440 nell'architettura Blue Gene

Il PowerPC 440 è un microprocessore basato sull'architettura Power a basso consumo sviluppato da IBM per il supercomputer Blue Gene (Il computer che nel 2006 era il più potente del pianeta), un sistema con 280 Teraflops di potenza di picco. Il core PowerPC 440 è stato utilizzato anche dal supercomputer Cray XT3 in collaborazione con il gestore della memoria SeaStar che implementa un collegamento HyperTransport che gestisce il collegamento tra i nodi del sistema.